# República Autónoma Socialista Soviética de Osetia del Norte
La República Autónoma Socialista Soviética de Osetia del Norte (en ruso: Северо-Осетинская Автономная Советская Социалистическая Республика; Severo-Osetinskaya Avtonomnaya Sovietskaya Sotsialisticheskaya, en osetio: Цæгат Ирыстоны Автономон Советон Социалистон Республикæ), fue una república autónoma de la antigua Unión Soviética dentro de la República Socialista Federativa Soviética de Rusia.
El 9 de noviembre de 1993 la RASS de Osetia del Norte se convirtió en la República de Osetia del Norte-Alania, sujeto de la Federación de Rusia.

## Historia
Con la adopción de la nueva Constitución de la Unión Soviética de 1936, el óblast autónomo de Osetia del Norte fue transformado en la República Autónoma Socialista Soviética de Osetia del Norte.
En marzo de 1944, con la deportación de chechenos, ingush y balkars que formaba parte de las deportaciones de pueblos en la Unión Soviética fueron trasladados a Osetia del Norte de los siguientes lugares: República Autónoma Socialista Soviética de Chechenia e Ingusetia, las ciudades de Malgobek y Achaluksky, los distritos de Nazránovski, Psedajski, Prígorodny; de la República Autónoma Socialista Soviética de Kabardia-Balkaria del distrito de Kurpski; del Territorio de Stávropol y del distrito de Mozdok.
El 9 de enero de 1957, después de la rehabilitación de los chechenos e ingusetios, la ciudad de Malgobek y el distrito de Kosta-Khetagurovsky fueron devueltos a la restaurada república autónoma socialista soviética de Chechenia e Ingusetia.
El 20 de julio de 1990, en la tercera sesión del Soviet Supremo de la RASS de Osetia del Norte se adoptó la Declaración sobre la soberanía estatal de la RSS de Osetia del Norte, en la que la RASS de Osetia del Norte fue proclamada como la República Socialista Soviética de Osetia del Norte. Estos cambios fueron reflejados por el Congreso de los Diputados del Pueblo de la RSFS de Rusia el 24 de mayo de 1991 en el art. 71 de la Constitución de la RSFSR.
El 9 de noviembre de 1993, el Soviet Supremo de la RASS de Osetia del Norte adoptó una ley sobre el cambio de nombre de la RASS de Osetia del Norte, que decidió llamarse República de Osetia del Norte. El nuevo nombre quedó reflejado en la Constitución de la Federación de Rusia, adoptada el 12 de diciembre del mismo año.